# Вашвари, Пал

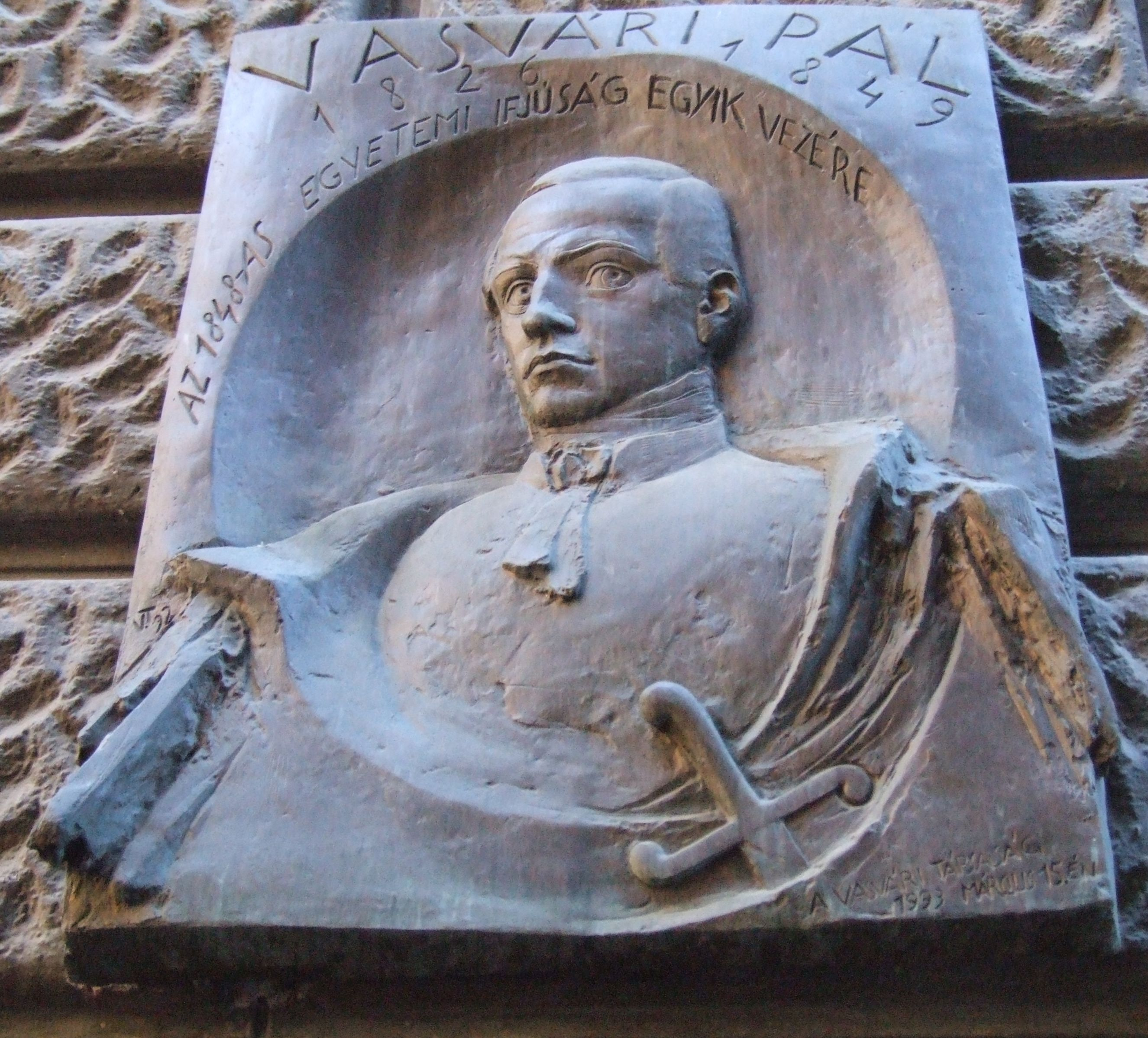
Мемориальная доска в Будапеште

Пал Вашвари при рождении Пал Фейер (венг. Vasvári Pál; 14 июля 1827, Буда, Австрийская империя — 6 июля 1849, Меришел, ныне Румыния) — венгерский политический деятель и историк.

## Биография
Сын и внук греко-католических священников. Дед Пала Вашвари, Янош Фейер, был освобождённым крепостным, рукоположенным в священники мукачевским епископом Андреем Бачинским в 1774 году. Отец, Пал Фейер, родился в закарпатском селе Паладь-Комаровцы и на момент рождения сына работал в Тисавашвари.
Учился у пиаристов в Надькаройи, с 1843 года при поддержке графов Каройи в Пештском университете, где специализировался на истории и естественных науках, но под влиянием Иштвана Хорвата сконцентрировался на первой. Работал учителем венгерского языка и литературы, истории в женской школе, основанной Бланкой Телеки.
С 1847 года начал использовать псевдоним Вашвари. Единственной его историко-научной работой была первая тетрадь «Исторический каталог» (Történeti Névtár — «Тёртенети невтар», Пешт, 1848 г.), остальные остались в рукописи. Он также писал рассказы в различных газетах под псевдонимом Банк Шали (Sali Bánk).
Член радикального движения студенчества и части интеллигенции, концентрирующегося вокруг группы «Молодая Венгрия» (Шандор Петёфи, Пал Вашвари и Михай Танчич) и выступающего с позиций республиканизма и необходимости вооружённого восстания в Венгрии.
Участник Революции 1848≈1849 годов в Венгрии, был одним из организаторов Венгерской революции. Пропагандировал идеи утопического социализма. 15 марта 1848 года вместе с Шандором Петёфи возглавил народное восстание в Пеште и сыграл важную роль в создании «Двенадцати пунктов».
С марта входил в состав комиссии, следившей за общественным порядком города. Официально приветствовал членов правительства Баттьяни, прибывших в Пешт из Братиславы 14 апреля. Позже работал секретарём Министерства финансов. Вместе с Петёфи основал Демократический клуб. В сентябре был назначен революционным комиссаром. С начала освободительной войны (сентябрь 1848) против Габсбургов сражался во главе отряда народного ополчения.
С января 1849 года занимался организацией революционных отрядов. С марта был руководителем предвыборной кампании отряда свободы Ракоци. Прибыл в Трансильванию в апреле и с мая воевал против румынских повстанцев. Венгерское военное руководство планировало целенаправленную атаку на румынских повстанцев в горах Эрц, но этого не произошло из-за нападения русских войск.
Погиб в бою. Его останки так и не были найдены.

## Источник
- Вашвари, Пал — статья из Большой советской энциклопедии.
- Válogatott irásai, Bdpst, 1956
- Авербух Р. А., Революция и национально-освободительная борьба в Венгрии 1848≈1849